# Conus anemone
Conus anemone е вид охлюв от семейство Conidae. Видът не е застрашен от изчезване.

## Разпространение и местообитание
Разпространен е в Австралия (Виктория, Западна Австралия, Куинсланд, Лорд Хау, Тасмания и Южна Австралия).
Обитава крайбрежията и пясъчните и скалисти дъна на морета и рифове. Среща се на дълбочина от 4,5 до 256 m, при температура на водата от 12,4 до 14,8 °C и соленост 35,2 – 35,5 ‰.